# 石川允
石川 允（いしかわ まこと、1923年1月22日 - 2020年2月21日）は、日本の都市計画家。指導者。長岡技術科学大学名誉教授。同大学で教授・副学長、東京電機大学建築学科教授、国土庁審議官などを歴任。都市計画コンサルタント協会認定都市プランナーマスター都市プランナー。

## 来歴・人物
石川栄耀の長男として東京にて生まれる。旧制武蔵高等学校から東京帝国大学工学部建築科を経て軍に招集され、特攻部隊の司令官時に終戦となる。その後東大と戦災復興院で戦災復興都市計画に関与し、建設省・国土庁(現・国土交通省)、総理府首都圏整備委員会で、都市計画・建築行政などに携わった。
1977年、筑波研究学園都市の計画・建設で、今野博とともに日本都市計画学会設計賞を受賞した。1981年、「大都市から移転する研究・教育機関を主導的な核とする新都市建設の特質に関する研究」で工学博士号を東京大学より取得した。
1987年、長岡技術科学大学開学時に同大学に赴任。
1992年から東京電機大学に転任する。1998年、勲三等瑞宝章を受章。2001年、日本都市計画学会功績賞を受賞した。
代表的な業績はマスター都市プランナーでの紹介では新都心の業務集積に関する実証的研究、大学等における教育としている。一方、父親が関与した歌舞伎町、池袋、浅草などの都市設計、日本各地の主要大都市の都市計画・基本方針なども多く手掛けた。
2020年2月21日死去。叙従四位。